# Lista de jogos de futebol do Clube de Regatas do Flamengo em 2023
Esta é a lista de jogos de futebol disputados pelos atletas profissionais do Clube de Regatas do Flamengo na temporada de 2023, masculino e feminino.

## Campanha
Legenda:      Mandante ·      Visitante ·      Clássico •      Vitória ·      Empate ·      Derrota
| v d e              | Mandante | Visitante | Clássicos | Total |
| ------------------ | -------- | --------- | --------- | ----- |
| Jogos              | 30       | 31        | 15        | 76    |
| Vitórias           | 21       | 12        | 8         | 41    |
| Empates            | 4        | 8         | 3         | 15    |
| Derrotas           | 5        | 11        | 4         | 20    |
|                    |          |           |           |       |
| Gols marcados      | 56       | 46        | 23        | 125   |
| Gols sofridos      | 21       | 43        | 16        | 80    |
| Saldo de gols      | +35      | +3        | +7        | +45   |
|                    |          |           |           |       |
| Aproveitamento (%) | 74,4%    | 47,3%     | 60,0%     | 60,5% |

| v d e              | Mandante | Visitante | Clássicos | Total |
| ------------------ | -------- | --------- | --------- | ----- |
| Jogos              | 16       | 11        | 12        | 39    |
| Vitórias           | 12       | 6         | 8         | 26    |
| Empates            | 2        | 0         | 3         | 5     |
| Derrotas           | 2        | 5         | 1         | 8     |
|                    |          |           |           |       |
| Gols marcados      | 59       | 25        | 17        | 101   |
| Gols sofridos      | 12       | 21        | 6         | 39    |
| Saldo de gols      | +47      | +4        | +11       | +62   |
|                    |          |           |           |       |
| Aproveitamento (%) | 79,2%    | 54,5%     | 75,0%     | 70,9% |

## Mês a mês

### Janeiro

#### Masculino
| 12 de janeiro T.Gb–5.ª | Flamengo           | 1 – 0                           | Audax Rio | Rio de Janeiro                                                                      |  |
| 21:30                  | Matheus França 56' | Súmula (FERJ) ge FlaEstatística |           | Estádio: Maracanã Público: 27 321 Renda: R$ 805 522,50 Árbitro: RJ Wagner Magalhães |  |

| 15 de janeiro T.Gb–1.ª | Flamengo                                                    | 4 – 1                           | Portuguesa-RJ  | Rio de Janeiro                                                                          |  |
| 18:00                  | Pedro 11' · Gabi 37' · Fabrício Bruno 50' · Thiago Maia 84' | Súmula (FERJ) ge FlaEstatística | João Paulo 40' | Estádio: Maracanã Público: 51 994 Renda: R$ 1 660 773,00 Árbitro: RJ Alex Gomes Stefano |  |

| 18 de janeiro T.Gb–2.ª | Madureira | 0 – 0                           | Flamengo | Cariacica                                                                                         |  |
| 19:00                  |           | Súmula (FERJ) ge FlaEstatística |          | Estádio: Kleber Andrade Público: 15 209 Renda: R$ 2 587 340,00 Árbitro: RJ Grazianni Maciel Rocha |  |

| 21 de janeiro T.Gb–3.ª | Flamengo                                            | 5 – 0                           | Nova Iguaçu | Rio de Janeiro                                                                          |  |
| 16:00                  | Pedro 12', 74' · Fabrício Bruno 29' · Gabi 61', 67' | Súmula (FERJ) ge FlaEstatística |             | Estádio: Maracanã Público: 50 930 Renda: R$ 1 689 606,50 Árbitro: RJ Alexandre de Jesus |  |

| 24 de janeiro T.Gb–4.ª | Bangu      | 1 – 1                           | Flamengo   | Volta Redonda                                                                                    |  |
| 21:10                  | Renato 43' | Súmula (FERJ) ge FlaEstatística | Lorran 55' | Estádio: Raulino de Oliveira Público: 10 798 Renda: R$ 376 690,00 Árbitro: RJ Bruno Arleu (FIFA) |  |

|  | Palmeiras |  | Flamengo |  |

| G             | 21            | Weverton          |            |     |
| LD            | 2             | Marcos Rocha      |            |     |
| Z             | 15            | Gustavo Gómez     |            |     |
| Z             | 26            | Murilo            |            |     |
| LE            | 22            | Joaquín Piquerez  |            |     |
| V             | 25            | Gabriel Menino    | 45+6'      | 79' |
| M             | 8             | Zé Rafael         |            | 86' |
| M             | 23            | Raphael Veiga     |            |     |
| A             | 7             | Dudu              |            | 86' |
| A             | 10            | Rony              |            | 86' |
| A             | 16            | Endrick           |            | 64' |
| Reservas:     |               |                   |            |     |
| G             | 42            | Marcelo Lomba     |            |     |
| Z             | 4             | Benjamín Kuscevic |            |     |
| LE            | 6             | Vanderlan         |            |     |
| LD            | 12            | Mayke             |            | 64' |
| Z             | 13            | Luan              |            | 86' |
| M             | 11            | Bruno Tabata      |            |     |
| M             | 20            | Eduard Atuesta    |            |     |
| V             | 30            | Jailson           |            | 79' |
| A             | 17            | Giovani           |            |     |
| A             | 18            | José Manuel López |            |     |
| A             | 19            | Breno Lopes       |            | 86' |
| A             | 29            | Rafael Navarro    |            | 86' |
| Treinador:    |               |                   |            |     |
| Abel Ferreira | Abel Ferreira | Abel Ferreira     | 43', 90+6' |     |

| G             | 1  | Santos          |       |     |
| LD            | 2  | Varela          |       | 75' |
| Z             | 23 | David Luiz      | 36'   |     |
| Z             | 4  | Leo Pereira     |       |     |
| LE            | 6  | Ayrton Lucas    |       | 88' |
| V             | 8  | Thiago Maia     |       |     |
| V             | 20 | Gerson          |       | 79' |
| M             | 7  | Éverton Ribeiro | 90+5' |     |
| M             | 14 | De Arrascaeta   |       | 75' |
| A             | 10 | Gabi            | 26'   |     |
| A             | 9  | Pedro           | 90+8' |     |
| Reservas:     |    |                 |       |     |
| G             | 25 | Matheus Cunha   |       |     |
| Z             | 3  | Rodrigo Caio    |       |     |
| Z             | 15 | Fabrício Bruno  |       |     |
| LE            | 16 | Filipe Luís     |       |     |
| Z             | 30 | Pablo           |       |     |
| LD            | 34 | Matheuzinho     |       | 75' |
| V             | 5  | Erick           |       |     |
| V             | 32 | Arturo Vidal    |       | 79' |
| M             | 42 | Matheus França  |       | 88' |
| A             | 11 | Everton         |       | 75' |
| A             | 31 | Marinho         | 90+6' |     |
| A             | 46 | Matheusão       |       |     |
| Treinador:    |    |                 |       |     |
| Vítor Pereira |    |                 |       |     |

| G             | 21            | Weverton          |            |     |
| LD            | 2             | Marcos Rocha      |            |     |
| Z             | 15            | Gustavo Gómez     |            |     |
| Z             | 26            | Murilo            |            |     |
| LE            | 22            | Joaquín Piquerez  |            |     |
| V             | 25            | Gabriel Menino    | 45+6'      | 79' |
| M             | 8             | Zé Rafael         |            | 86' |
| M             | 23            | Raphael Veiga     |            |     |
| A             | 7             | Dudu              |            | 86' |
| A             | 10            | Rony              |            | 86' |
| A             | 16            | Endrick           |            | 64' |
| Reservas:     |               |                   |            |     |
| G             | 42            | Marcelo Lomba     |            |     |
| Z             | 4             | Benjamín Kuscevic |            |     |
| LE            | 6             | Vanderlan         |            |     |
| LD            | 12            | Mayke             |            | 64' |
| Z             | 13            | Luan              |            | 86' |
| M             | 11            | Bruno Tabata      |            |     |
| M             | 20            | Eduard Atuesta    |            |     |
| V             | 30            | Jailson           |            | 79' |
| A             | 17            | Giovani           |            |     |
| A             | 18            | José Manuel López |            |     |
| A             | 19            | Breno Lopes       |            | 86' |
| A             | 29            | Rafael Navarro    |            | 86' |
| Treinador:    |               |                   |            |     |
| Abel Ferreira | Abel Ferreira | Abel Ferreira     | 43', 90+6' |     |

| G             | 1  | Santos          |       |     |
| LD            | 2  | Varela          |       | 75' |
| Z             | 23 | David Luiz      | 36'   |     |
| Z             | 4  | Leo Pereira     |       |     |
| LE            | 6  | Ayrton Lucas    |       | 88' |
| V             | 8  | Thiago Maia     |       |     |
| V             | 20 | Gerson          |       | 79' |
| M             | 7  | Éverton Ribeiro | 90+5' |     |
| M             | 14 | De Arrascaeta   |       | 75' |
| A             | 10 | Gabi            | 26'   |     |
| A             | 9  | Pedro           | 90+8' |     |
| Reservas:     |    |                 |       |     |
| G             | 25 | Matheus Cunha   |       |     |
| Z             | 3  | Rodrigo Caio    |       |     |
| Z             | 15 | Fabrício Bruno  |       |     |
| LE            | 16 | Filipe Luís     |       |     |
| Z             | 30 | Pablo           |       |     |
| LD            | 34 | Matheuzinho     |       | 75' |
| V             | 5  | Erick           |       |     |
| V             | 32 | Arturo Vidal    |       | 79' |
| M             | 42 | Matheus França  |       | 88' |
| A             | 11 | Everton         |       | 75' |
| A             | 31 | Marinho         | 90+6' |     |
| A             | 46 | Matheusão       |       |     |
| Treinador:    |    |                 |       |     |
| Vítor Pereira |    |                 |       |     |

#### Feminino
A equipe profissional de futebol feminino não disputou partidas neste mês.

### Fevereiro

#### Masculino
| 1 de fevereiro T.Gb–6.ª | Flamengo  | 1 – 0                           | Boavista-RJ | Rio de Janeiro                                                                          |  |
| 21:10                   | Pedro 67' | Súmula (FERJ) ge FlaEstatística |             | Estádio: Maracanã Público: 33 329 Renda: R$ 1 031 907,50 Árbitro: RJ Yuri Elino da Cruz |  |

| 7 de fevereiro Mund/SF | Flamengo         | 2 – 3                              | Al-Hilal                                        | Tânger                                                                 |  |
| 20:00 (UTC+1)          | Pedro 20', 90+1' | Relatório (FIFA) ge FlaEstatística | Al-Dawsari 4' (pen.), 45+9' (pen.) · Vietto 70' | Estádio: Ibn Batouta Público: 42 496 Árbitro: ROU Istvan Kovacs (FIFA) |  |

| 11 de fevereiro Mund/3.º | Al-Ahly             | 2 – 4                       | Flamengo                                       | Tânger                                                                    |  |
| 16:30 (UTC+1)            | Abdelkader 38', 60' | Relatório ge FlaEstatística | Gabi 11' (pen.), 85' (pen.) · Pedro 77', 90+1' | Estádio: Ibn Batouta Público: 30 216 Árbitro: ALG Mustapha Ghorbal (FIFA) |  |

| 15 de fevereiro T.Gb–8.ª | Volta Redonda     | 1 – 3                           | Flamengo                    | Volta Redonda                                               |  |
| 21:10                    | Luiz Henrique 44' | Súmula (FERJ) ge FlaEstatística | Gabi 58', 73' · Pedro 90+2' | Estádio: Raulino de Oliveira Árbitro: RJ Bruno Mota Correia |  |

| 18 de fevereiro T.Gb–7.ª | Resende | 0 – 2                           | Flamengo                          | Volta Redonda                                                                                        |  |
| 16:00                    |         | Súmula (FERJ) ge FlaEstatística | Matheus Gonçalves 75' · André 78' | Estádio: Raulino de Oliveira Público: 4 676 Renda: R$ 145 160,00 Árbitro: RJ Ewerton Marques Ribeiro |  |

| 21 de fevereiro Recp–Ida | Independiente del Valle | 1 − 0                                  | Flamengo | Quito                                                   |  |
| 19:30 (UTC−5)            | Carabajal 69'           | Relatório (CONMEBOL) ge FlaEstatística |          | Estádio: Banco Guayaquil Árbitro: CHI Piero Maza (FIFA) |  |

| 25 de fevereiro T.Gb–9.ª | Botafogo | 0 – 1                           | Flamengo             | Brasília                                                                                            |  |
| 18:00                    |          | Súmula (FERJ) ge FlaEstatística | Matheus Gonçalves 1' | Estádio: Mané Garrincha Público: 21 374 Renda: R$ 2 422 291,16 Árbitro: RJ Tarcizo Pinheiro Caetano |  |

| 28 de fevereiro Recp–Volta                           | Flamengo            | 1 – 0 (pro.) (1 – 1 agr.) (4 – 5 pen.)      | Independiente del Valle | Rio de Janeiro                                                                              |  |
| 21:30 (UTC−3)                                        | De Arrascaeta 90+6' | Relatório (CONMEBOL) ge FlaEstatística      |                         | Estádio: Maracanã Público: 71 411 Renda: R$ 5 693 362,00 Árbitro: URU Andrés Matonte (FIFA) |  |
|                                                      |                     | Penalidades                                 |                         |                                                                                             |  |
| De Arrascaeta David Luiz Éverton Ribeiro Gerson Gabi |                     | Faravelli Hoyos Previtali Schunke Landázuri |                         |                                                                                             |  |

#### Feminino
| 5 de fevereiro SCopa/4ªs | Flamengo | 10 – 0          | Ceará | Rio de Janeiro                                                          |  |
| 10:30                    | Sole Jaimes 2' · Crivelari 8', 66', 83' · Maria Alves 20' · Duda 29', 39' · Thaísa 74' · Gica 88' (pen) · Jucinara 90+2' | Súmula (CBF) ge |       | Estádio: Luso-Brasileiro Árbitra: SC Charly Wendy Straub Deretti (FIFA) |  |

| 8 de fevereiro Scopa–semi | Flamengo                                               | 3 – 2           | Real Brasília            | Rio de Janeiro                                                         |  |
| 21:30                     | Duda 42' · Rafaela Soares 46' (g.c.) · Sole Jaimes 56' | Súmula (CBF) ge | Karla 8' · Gabrielly 60' | Estádio: Luso-Brasileiro Árbitra: MG Andreza Helena de Siqueira (FIFA) |  |

|  | Corinthians |  | Flamengo |  |

| G            | 12 | Lelê            |     |     |
| LD           | 6  | Belinha         |     | 82' |
| Z            | 3  | Tarciane        |     |     |
| Z            | 74 | Andressa        |     |     |
| LE           | 71 | Yasmim          |     | 73' |
| V            | 8  | Diany           |     | 65' |
| V            | 28 | Ju Ferreira     |     |     |
| M            | 17 | Vic Albuquerque |     | 65' |
| A            | 18 | Gabi Portilho   |     |     |
| A            | 14 | Millene         | 37' | 73' |
| A            | 37 | Tamires         |     |     |
| Reservas:    |    |                 |     |     |
| G            | 1  | Tainá           |     |     |
| LD           | 2  | Katiuscia       |     | 82' |
| LD           | 13 | Carol Tavares   |     |     |
| V            | 5  | Luana           |     |     |
| V            | 55 | Gabi Morais     |     | 65' |
| M            | 7  | Grazi           |     |     |
| M            | 11 | Liana Salazar   |     | 65' |
| M            | 20 | Mariza          |     |     |
| A            | 30 | Jaqueline       | 79' | 73' |
| A            | 9  | Jheniffer       |     | 73' |
| A            | 77 | Carol Nogueira  |     |     |
| A            | 22 | Fernandinha     |     |     |
| Treinador:   |    |                 |     |     |
| Arthur Elias |    |                 |     |     |

| G            | 1  | Bárbara         |       |     |
| LD           | 2  | Monalisa        |       | 46' |
| Z            | 3  | Daiane          |       |     |
| Z            | 27 | Thais Regina    | 45+1' |     |
| Z            | 81 | Jucinara        |       |     |
| V            | 5  | Kaylane Melo    |       | 43' |
| V            | 17 | Thaísa          |       | 46' |
| M            | 10 | Duda Francelino |       |     |
| A            | 9  | Maria Alves     | 18'   | 60' |
| A            | 19 | Crivelari       |       |     |
| A            | 99 | Sole Jaimes     | 41'   |     |
| Reservas:    |    |                 |       |     |
| G            | 23 | Karol Alves     |       |     |
| LD           | 94 | Rayanne         |       | 46' |
| Z            | 22 | Agustina        |       | 46' |
| LE           | 6  | Gisseli         |       |     |
| V            | 8  | Cris            |       |     |
| M            | 11 | Leidi           |       |     |
| M            | 18 | Louvain         |       |     |
| M            | 32 | Duda Rodrigues  |       |     |
| M            | 35 | Kaylaine Souza  |       | 43' |
| A            | 7  | Darlene         |       |     |
| A            | 21 | Gica            |       | 60' |
| A            | 33 | Tuca            |       |     |
| Treinador:   |    |                 |       |     |
| Luis Andrade |    |                 |       |     |

| G            | 12 | Lelê            |     |     |
| LD           | 6  | Belinha         |     | 82' |
| Z            | 3  | Tarciane        |     |     |
| Z            | 74 | Andressa        |     |     |
| LE           | 71 | Yasmim          |     | 73' |
| V            | 8  | Diany           |     | 65' |
| V            | 28 | Ju Ferreira     |     |     |
| M            | 17 | Vic Albuquerque |     | 65' |
| A            | 18 | Gabi Portilho   |     |     |
| A            | 14 | Millene         | 37' | 73' |
| A            | 37 | Tamires         |     |     |
| Reservas:    |    |                 |     |     |
| G            | 1  | Tainá           |     |     |
| LD           | 2  | Katiuscia       |     | 82' |
| LD           | 13 | Carol Tavares   |     |     |
| V            | 5  | Luana           |     |     |
| V            | 55 | Gabi Morais     |     | 65' |
| M            | 7  | Grazi           |     |     |
| M            | 11 | Liana Salazar   |     | 65' |
| M            | 20 | Mariza          |     |     |
| A            | 30 | Jaqueline       | 79' | 73' |
| A            | 9  | Jheniffer       |     | 73' |
| A            | 77 | Carol Nogueira  |     |     |
| A            | 22 | Fernandinha     |     |     |
| Treinador:   |    |                 |     |     |
| Arthur Elias |    |                 |     |     |

| G            | 1  | Bárbara         |       |     |
| LD           | 2  | Monalisa        |       | 46' |
| Z            | 3  | Daiane          |       |     |
| Z            | 27 | Thais Regina    | 45+1' |     |
| Z            | 81 | Jucinara        |       |     |
| V            | 5  | Kaylane Melo    |       | 43' |
| V            | 17 | Thaísa          |       | 46' |
| M            | 10 | Duda Francelino |       |     |
| A            | 9  | Maria Alves     | 18'   | 60' |
| A            | 19 | Crivelari       |       |     |
| A            | 99 | Sole Jaimes     | 41'   |     |
| Reservas:    |    |                 |       |     |
| G            | 23 | Karol Alves     |       |     |
| LD           | 94 | Rayanne         |       | 46' |
| Z            | 22 | Agustina        |       | 46' |
| LE           | 6  | Gisseli         |       |     |
| V            | 8  | Cris            |       |     |
| M            | 11 | Leidi           |       |     |
| M            | 18 | Louvain         |       |     |
| M            | 32 | Duda Rodrigues  |       |     |
| M            | 35 | Kaylaine Souza  |       | 43' |
| A            | 7  | Darlene         |       |     |
| A            | 21 | Gica            |       | 60' |
| A            | 33 | Tuca            |       |     |
| Treinador:   |    |                 |       |     |
| Luis Andrade |    |                 |       |     |

| 18 de fevereiro C.Rio–3.ª | Fluminense | 0 – 1            | Flamengo      | Rio de Janeiro                                            |  |
| 15:00                     |            | Súmula (FERJ) ge | Crivelari 68' | Estádio: Laranjeiras Árbitra: RJ Jenifer Alves de Freitas |  |

| 22 de fevereiro C.Rio–5.ª | Flamengo | 0 – 0            | Botafogo | Rio de Janeiro                                 |  |
| 15:00                     |          | Súmula (FERJ) ge |          | Estádio: Gávea Árbitra: RJ Luciana Mafra Leite |  |

| 24 de fevereiro Bras.–1.ª | Santos                                            | 3 – 0           | Flamengo | Santos                                                   |  |
| 20:00                     | Fabi Simões 22' · Thaisinha 45+2' · Cristiane 54' | Súmula (CBF) ge |          | Estádio: Vila Belmiro Árbitra: SP Marianna Nanni Batalha |  |

### Março

#### Masculino
| 5 de março T.Gb–10.ª | Flamengo | 0 – 1                           | Vasco da Gama      | Rio de Janeiro                                                                             |  |
| 18:00                |          | Súmula (FERJ) ge FlaEstatística | Puma Rodríguez 48' | Estádio: Maracanã Público: 69 020 Renda: R$ 5 007 752,50 Árbitro: RJ Bruno Arleu de Araújo |  |

| 8 de março T.Gb–11.ª | Flamengo    | 1 – 2                           | Fluminense                    | Rio de Janeiro                                                                              |  |
| 21:10                | Everton 18' | Súmula (FERJ) ge FlaEstatística | Cano 52' · Gabriel Pirani 84' | Estádio: Maracanã Público: 56 409 Renda: R$ 3 484 977,50 Árbitro: RJ Grazianni Maciel Rocha |  |

| 13 de março C.-Semi/Ida | Flamengo                                           | 3 – 2                           | Vasco da Gama                       | Rio de Janeiro                                                                                             |  |
| 21:10                   | De Arrascaeta 22' · Pedro 39' · Fabrício Bruno 69' | Súmula (FERJ) ge FlaEstatística | Gabriel Pec 10' · Alex Teixeira 59' | Estádio: Maracanã Público: 45 093 Renda: R$ 2 809 362,50 Árbitro: RJ Wagner do Nascimento Magalhães (FIFA) |  |

| 19 de março C.-Semi/Volta | Vasco da Gama | 1 – 3                           | Flamengo                                   | Rio de Janeiro                                                                                    |  |
| 18:00                     | Capasso 28'   | Súmula (FERJ) ge FlaEstatística | Pedro 15', 81' (pen.) · Ayrton Lucas 90+1' | Estádio: Maracanã Público: 49 779 Renda: R$ 2 895 400,50 Árbitro: RJ Bruno Arleu de Araújo (FIFA) |  |

#### Feminino
| 5 de março Bras.–2.ª | Flamengo                                             | 3 – 0           | Avaí/Kindermann | Rio de Janeiro                                              |  |
| 20:00                | Sole Jaimes 2' · Duda Francelino 54' · Crivelari 64' | Súmula (CBF) ge |                 | Estádio: Luso-Brasileiro Árbitro: RJ Alan Trindade da Silva |  |

| 8 de março C.Rio–2.ª | Botafogo | 1 – 1            | Flamengo           | Niterói                                                    |  |
| 15:00                | Chai 32' | Súmula (FERJ) ge | Duda Rodrigues 73' | Estádio: Caio Martins Árbitra: RJ Jenifer Alves de Freitas |  |

| 12 de março Bras.–3.ª | Real Ariquemes | 0 – 2           | Flamengo                        | Porto Velho                                        |  |
| 15:30                 |                | Súmula (CBF) ge | Crivelari 15' · Sole Jaimes 42' | Estádio: Aluizão Árbitro: RO Jonathan Antero Silva |  |

| 17 de março Bras.–4.ª | Flamengo      | 1 – 0           | Atlético Mineiro | Rio de Janeiro                                          |  |
| 20:00                 | Crivelari 28' | Súmula (CBF) ge |                  | Estádio: Luso-Brasileiro Árbitro: RJ Alex Gomes Stefano |  |

| 21 de março C.Rio–1.ª | Flamengo                                    | 3 – 1         | Vasco da Gama | Rio de Janeiro                                            |  |
| 15:00                 | Gica 26' · Duda Rodrigues 27' · Rayanne 50' | Súmula (FERJ) | Thatiely 11'  | Estádio: Gávea Árbitra: RJ Rejane Caetano da Silva (FIFA) |  |

| 26 de março Bras.–5.ª | Ceará | 0 – 6                      | Flamengo                                                              | Fortaleza                                                                                           |  |
| 15:00                 |       | Súmula (CBF) Borderô (CBF) | Darlene 4', 53' · Crivelari 22', 42' · Sole Jaimes 45+1' · Thaísa 63' | Estádio: Presidente Vargas Renda: R$ 0,00 Árbitra: CE Elizabete Esmeralda Cordeiro dos Santos Gomes |  |

| 31 de março Bras.–6.ª | Flamengo        | 1 – 0           | Athletico Paranaense | Rio de Janeiro                                               |  |
| 21:00                 | Sole Jaimes 90' | Súmula (CBF) ge |                      | Estádio: Luso-Brasileiro Árbitro: RJ Matheus Carneiro Torres |  |

### Abril

#### Masculino
| 1 de abril C.-Final/Ida | Flamengo                     | 2 – 0                           | Fluminense | Rio de Janeiro                                                                                             |  |
| 20:30                   | Ayrton Lucas 50' · Pedro 67' | Súmula (FERJ) ge FlaEstatística |            | Estádio: Maracanã Público: 65 234 Renda: R$ 4 873 272,50 Árbitro: RJ Wagner do Nascimento Magalhães (FIFA) |  |

| 5 de abril Lib.–gr. A/1.ª | Aucas                      | 2 – 1                                  | Flamengo           | Quito                                                                        |  |
| 17:00 (UTC−5)             | Castillo 58' · Ordóñez 85' | Relatório (CONMEBOL) ge FlaEstatística | Matheus França 39' | Estádio: Gonzalo Pozo Ripalda Público: 5 006 Árbitro: VEN José Argote (FIFA) |  |

| 9 de abril C.-Final/Volta | Fluminense                                          | 4 – 1                           | Flamengo           | Rio de Janeiro                                                                                    |  |
| 18:00                     | Marcelo 27' · Cano 31', 55' (pen.) · Alexsander 64' | Súmula (FERJ) ge FlaEstatística | Ayrton Lucas 90+5' | Estádio: Maracanã Público: 66 969 Renda: R$ 4 970 114,00 Árbitro: RJ Bruno Arleu de Araújo (FIFA) |  |

| 13 de abril C.B.–3.ª/ida | Maringá                              | 2 – 0                                        | Flamengo | Maringá |  |
| 20:00                    | David Luiz 37' (g.c.) · Serginho 57' | Súmula (CBF) Borderô (CBF) ge FlaEstatística |          | Estádio: Willie Davids Público: 13 820 Renda: R$ 1 922 870,00 Árbitro: SP Flávio Rodrigues de Souza (FIFA) |  |

| 16 de abril Bras.–1.ª | Flamengo                                         | 3 – 0                          | Coritiba | Rio de Janeiro                                                             |  |
| 16:00                 | Ayrton Lucas 11' · Gabi 55' (pen.) · Pedro 90+4' | CBF (Súmula) ge FlaEstatística |          | Estádio: Maracanã Público: 42 848 Árbitro: PE Rodrigo José Pereira de Lima |  |

| 19 de abril Lib.–gr. A/2.ª | Flamengo       | 2 – 0                                  | Ñublense | Rio de Janeiro                                                      |  |
| 21:30 (UTC−3)              | Pedro 15', 38' | Relatório (CONMEBOL) ge FlaEstatística |          | Estádio: Maracanã Público: 48 895 Árbitro: COL Wilmar Roldán (FIFA) |  |

| 23 de abril Bras.–2.ª | Internacional       | 2 – 1                                        | Flamengo   | Porto Alegre                                                                                   |  |
| 11:00                 | Maurício 66', 90+8' | CBF (Súmula) CBF (Borderô) ge FlaEstatística | Gerson 62' | Estádio: Beira-Rio Público: 45 751 Renda: R$ 2 446 749,00 Árbitro: SC Ramon Abatti Abel (FIFA) |  |

| 26 de abril C.B.–3.ª/volta | Flamengo                                                                                 | 8 – 2           | Maringá                                  | Rio de Janeiro                                     |  |
| 21:30                      | Thiago Maia 2' · Pedro 19', 66', 84', 87' · Gabi 29' (pen.) · Gerson 45+4' · Everton 57' | Súmula (CBF) ge | Fabrício Bruno 39' (g.c.) · Serginho 64' | Estádio: Maracanã Árbitro: SP Raphael Claus (FIFA) |  |

| 30 de abril Bras.–3.ª | Flamengo             | 2 – 3                                        | Botafogo                                               | Rio de Janeiro                                                                                  |  |
| 16:00                 | Leo Pereira 58', 85' | CBF (Súmula) CBF (Borderô) ge FlaEstatística | Tiquinho Soares 29' (pen.), 70' · Danilo Barbosa 45+4' | Estádio: Maracanã Público: 53 138 Renda: R$ 2 880 685,00 Árbitra: SP Edina Alves Batista (FIFA) |  |

#### Feminino
| 2 de abril C.Rio–4.ª | Vasco da Gama | 0 – 1         | Flamengo    | Nova Iguaçu                                                     |  |
| 15:00                |               | Súmula (FERJ) | Mariana 79' | Estádio: Nivaldo Pereira Árbitro: RJ Reginaldo de Abreu Barbosa |  |

| 8 de abril C.Rio–6.ª | Flamengo              | 3 – 0         | Fluminense | Rio de Janeiro                                            |  |
| 15:00                | Darlene 20', 32', 66' | Súmula (FERJ) |            | Estádio: Gávea Árbitra: RJ Rejane Caetano da Silva (FIFA) |  |

| 17 de abril Bras.–7.ª | Grêmio | 0 – 1                         | Flamengo   | Eldorado do Sul                                                                |  |
| 16:15                 |        | Súmula (CBF) Borderô (CBF) ge | Thaísa 71' | Estádio: Airton Ferreira da Silva Renda: R$ 0,00 Árbitra: RS Andressa Hartmann |  |

| 22 de abril Bras.–8.ª | Flamengo       | 1 – 0           | Bahia | Rio de Janeiro                               |  |
| 11:00                 | Sole Jaimes 8' | Súmula (CBF) ge |       | Estádio: Gávea Árbitro: RJ João Ennio Sobral |  |

| 29 de abril Bras.–9.ª | Flamengo                       | 2 – 0        | Real Brasília | Rio de Janeiro                                |  |
| 11:00                 | Crivelari 5' · Sole Jaimes 18' | Súmula (CBF) |               | Estádio: Gávea Árbitro: RJ Alex Gomes Stefano |  |

### Maio

#### Masculino
| 4 de maio Lib.–gr. A/3.ª | Racing   | 1 – 1                                  | Flamengo      | Avellaneda                                                             |  |
| 19:00 (UTC−3)            | Oroz 73' | Relatório (CONMEBOL) ge FlaEstatística | Gabriel 45+3' | Estádio: El Cilindro Público: 25 325 Árbitro: COL Wilmar Roldán (FIFA) |  |

| 7 de maio Bras.–4.ª | Athletico Paranaense        | 2 – 1                                        | Flamengo        | Curitiba                                                                                          |  |
| 16:00               | Vitor Roque 28' · Erick 80' | CBF (Súmula) CBF (Borderô) ge FlaEstatística | Gabi 15' (pen.) | Estádio: Arena da Baixada Público: 32 015 Renda: R$ 1 898 030,00 Árbitro: SP Raphael Claus (FIFA) |  |

| 10 de maio Bras.–5.ª | Flamengo                              | 2 – 0                                        | Goiás | Rio de Janeiro                                                                                    |  |
| 20:00                | Pedro 7' (pen.) · Éverton Ribeiro 48' | CBF (Súmula) CBF (Borderô) ge FlaEstatística |       | Estádio: Maracanã Público: 44 948 Renda: R$ 1 996 277,50 Árbitro: DF Sávio Pereira Sampaio (FIFA) |  |

| 13 de maio Bras.–6.ª | Bahia                 | 2 – 3                                        | Flamengo                                                | Salvador |  |
| 16:00                | Biel 35' · Ademir 51' | CBF (Súmula) CBF (Borderô) ge FlaEstatística | Matheus França 23' · Gabi 28' (pen.) · David Luiz 45+4' | Estádio: Arena Fonte Nova Público: 47 655 Renda: R$ 1 918 299,00 Árbitro: MG Paulo Cesar Zanovelli da Silva (FIFA) |  |

| 16 de maio C.B.–8.ª/ida | Fluminense | 0 – 0                                        | Flamengo | Rio de Janeiro                                                                               |  |
| 21:00                   |            | Súmula (CBF) Borderô (CBF) ge FlaEstatística |          | Estádio: Maracanã Público: 59 295 Renda: R$ 3 564 460,00 Árbitro: RS Anderson Daronco (FIFA) |  |

| 21 de maio Bras.–7.ª | Flamengo          | 1 – 0                                        | Corinthians | Rio de Janeiro                                                                            |  |
| 16:00                | Leo Pereira 90+3' | CBF (Súmula) CBF (Borderô) ge FlaEstatística |             | Estádio: Maracanã Público: 64 871 Renda: R$ 3 616 817,50 Árbitro: RS Rafael Rodrigo Klein |  |

| 24 de maio Lib.–gr. A/4.ª | Ñublense      | 1 – 1                                  | Flamengo    | Concepción                                              |  |
| 20:30 (UTC−4)             | Henríquez 72' | Relatório (CONMEBOL) ge FlaEstatística | Gabriel 34' | Estádio: Municipal Árbitro: URU Esteban Ostojich (FIFA) |  |

| 27 de maio Bras.–8.ª | Flamengo         | 1 – 1                                        | Cruzeiro  | Rio de Janeiro                                                                               |  |
| 18:30                | Ayrton Lucas 32' | CBF (Súmula) CBF (Borderô) ge FlaEstatística | Marlon 5' | Estádio: Maracanã Público: 65 270 Renda: R$ 3 669 392,50 Árbitro: SP Luiz Flavio de Oliveira |  |

#### Feminino
| 7 de maio Bras.–10.ª | Ferroviária | 1 – 2           | Flamengo                        | Araraquara                                                     |  |
| 16:00                | Aline 61'   | Súmula (CBF) ge | Crivelari 45+3' · Darlene 90+5' | Estádio: Fonte Luminosa Árbitro: SP Guilherme Nunes de Santana |  |

| 15 de maio Bras.–11.ª | Flamengo     | 1 – 1                         | São Paulo | Rio de Janeiro                                                                     |  |
| 17:30                 | Crivelari 2' | Súmula (CBF) Borderô (CBF) ge | Duda 61'  | Estádio: Luso-Brasileiro Renda: R$ 0,00 Árbitra: RJ Rejane Caetano da Silva (FIFA) |  |

| 22 de maio Bras.–12.ª | Cruzeiro                                                | 3 – 1                         | Flamengo   | Belo Horizonte                                                                               |  |
| 17:30                 | Fernanda Tipa 4' · Carol Baiana 31' · Byanca Brasil 75' | Súmula (CBF) Borderô (CBF) ge | Thaísa 19' | Estádio: Alterosas Público: 146 Renda: R$ 0,00 Árbitra: MG Andreza Helena de Siqueira (FIFA) |  |

| 26 de maio Bras.–13.ª | Flamengo | 0 – 1                                           | Palmeiras         | Rio de Janeiro                                                           |  |
| 21:30                 |          | Súmula (CBF) Retificação (CBF) Borderô (CBF) ge | Bia Zaneratto 62' | Estádio: Luso-Brasileiro Renda: R$ 0,00 Árbitro: RJ Rafael Martins de Sá |  |

### Junho

#### Masculino
| 1 de junho C.B.–8.ª/volta | Flamengo                       | 2 – 0                                        | Fluminense | Rio de Janeiro                                                                            |  |
| 20:00                     | De Arrascaeta 33' · Gabi 90+1' | Súmula (CBF) Borderô (CBF) ge FlaEstatística |            | Estádio: Maracanã Público: 69 978 Renda: R$ 4 103 330,00 Árbitro: SP Raphael Claus (FIFA) |  |

| 6 de junho Bras.–9.ª | Vasco da Gama | 1 – 4                                        | Flamengo                                                | Rio de Janeiro                                                                                       |  |
| 20:00                | Jair 57'      | CBF (Súmula) CBF (Borderô) ge FlaEstatística | Erick 14' · Gerson 16' · Pedro 42' · Ayrton Lucas 45+2' | Estádio: Maracanã Público: 46 423 Renda: R$ 2 198 881,00 Árbitro: SC Bráulio da Silva Machado (FIFA) |  |

| 8 de junho Lib.–gr. A/5.ª | Flamengo                     | 2 – 1                                  | Racing       | Rio de Janeiro                                                                       |  |
| 21:00 (UTC−3)             | Wesley 36' · Victor Hugo 83' | Relatório (CONMEBOL) ge FlaEstatística | M. Rojas 49' | Estádio: Maracanã Público: 63 963 Renda: R$ 3 031 338,50 Árbitro: URU Gustavo Tejera |  |

| 11 de junho Bras.–10.ª | Flamengo                                       | 3 – 0                                        | Grêmio | Rio de Janeiro                                                                                    |  |
| 18:30                  | Everton 23' · Pedro 64' · Bruno Henrique 90+5' | CBF (Súmula) CBF (Borderô) ge FlaEstatística |        | Estádio: Maracanã Público: 62 967 Renda: R$ 3 678 655,00 Árbitro: SC Sávio Pereira Sampaio (FIFA) |  |

| 22 de junho Bras.–11.ª | Bragantino                                             | 4 – 0                                        | Flamengo | Bragança Paulista                                                                                 |  |
| 21:30                  | Eduardo 40' · Henry Mosquera 48', 80' · Alerrandro 75' | CBF (Súmula) CBF (Borderô) ge FlaEstatística |          | Estádio: Nabi Abi Chedid Público: 10 103 Renda: R$ 492 460,00 Árbitro: RS Anderson Daronco (FIFA) |  |

| 25 de junho Bras.–12.ª | Santos                    | 2 – 3                          | Flamengo                                      | Santos                                                                          |  |
| 18:30                  | Mendoza 39' · Rodrigo 51' | CBF (Súmula) ge FlaEstatística | Everton 21' · Éverton Ribeiro 49' · Erick 56' | Estádio: Vila Belmiro Público: 0 (PF) Árbitro: GO Wilton Pereira Sampaio (FIFA) |  |

| 28 de junho Lib.–gr. A/6.ª | Flamengo                                                          | 4 – 0                                  | Aucas | Rio de Janeiro                                              |  |
| 21:30 (UTC−3)              | Pedro 9' · Leo Pereira 30' · Bruno Henrique 42' · Victor Hugo 55' | Relatório (CONMEBOL) ge FlaEstatística |       | Estádio: Maracanã Público: 62 924 Árbitro: COL Andrés Rojas |  |

#### Feminino
| 5 de junho Bras.–14.ª | Corinthians                                          | 4 – 0           | Flamengo | São Paulo                                                        |  |
| 20:00                 | Gabrielle 18' · Maria Eduarda 78' · Belinha 82', 88' | Súmula (CBF) ge |          | Estádio: Parque São Jorge Árbitra: SP Edina Alves Batista (FIFA) |  |

| 12 de junho Bras.–15.ª | Flamengo                 | 2 – 1           | Internacional | Rio de Janeiro                                               |  |
| 15:00                  | Leidi 20' · Monalisa 75' | Súmula (CBF) ge | Celsa 57'     | Estádio: Gávea Árbitro: RJ Alexandre Vargas Tavares de Jesus |  |

| 18 de junho Bras.–4.ªs/ida | Flamengo  | 1 – 3           | Santos                                     | Volta Redonda                                                              |  |
| 16:00                      | Leidi 40' | Súmula (CBF) ge | Vitória 3' · Cristiane 73' · Thaisinha 78' | Estádio: Raulino de Oliveira Árbitra: MG Andreza Helena de Siqueira (FIFA) |  |

| 25 de junho Bras.–4.ªs/volta | Santos                                     | 4 – 1           | Flamengo  | Santos                                                                |  |
| 10:00                        | Ketlen 22', 90+1' · Bia 54' · Camila 90+3' | Súmula (CBF) ge | Leidi 18' | Estádio: Vila Belmiro Árbitra: PE Deborah Cecilia Cruz Correia (FIFA) |  |

### Julho

#### Masculino
| 1 de julho Bras.–13.ª | Flamengo                     | 2 – 0                                        | Fortaleza | Rio de Janeiro                                                                                    |  |
| 18:30                 | Gabi 15' · De Arrascaeta 63' | CBF (Súmula) CBF (Borderô) ge FlaEstatística |           | Estádio: Maracanã Público: 64 583 Renda: R$ 3 625 862,50 Árbitro: DF Sávio Pereira Sampaio (FIFA) |  |

| 5 de julho C.B.–4.ª/ida | Flamengo                             | 2 – 1                                        | Athletico Paranaense | Rio de Janeiro                                                                                        |  |
| 21:30                   | Pedro 9' (pen.) · Bruno Henrique 70' | Súmula (CBF) Borderô (CBF) ge FlaEstatística | Canobbio 6'          | Estádio: Maracanã Público: 66 505 Renda: R$ 5 648 942,50 Árbitro: SP Flavio Rodrigues de Souza (FIFA) |  |

| 8 de julho Bras.–14.ª | Palmeiras | 1 – 1                                        | Flamengo          | São Paulo                                                                                           |  |
| 21:00                 | Dudu 23'  | CBF (Súmula) CBF (Borderô) ge FlaEstatística | De Arrascaeta 80' | Estádio: Allianz Parque Público: 40 229 Renda: R$ 3 148 494,25 Árbitro: SC Ramon Abatti Abel (FIFA) |  |

| 12 de julho C.B.–4.ª/volta | Athletico Paranaense | 0 – 2                                        | Flamengo                      | Curitiba |  |
| 21:30                      |                      | Súmula (CBF) Borderô (CBF) ge FlaEstatística | Erick 45' (g.c.) · Gabi 90+2' | Estádio: Arena da Baixada Público: 36 549 Renda: R$ 1 844 245,00 Árbitro: SC Braulio da Silva Machado (FIFA) |  |

| 16 de julho Bras.–15.ª | Fluminense | 0 – 0                          | Flamengo | Rio de Janeiro                                                             |  |
| 16:00                  |            | CBF (Súmula) ge FlaEstatística |          | Estádio: Maracanã Público: 62 354 Árbitro: DF Sávio Pereira Sampaio (FIFA) |  |

| 22 de julho Bras.–16.ª | Flamengo          | 1 – 1                                        | América Mineiro    | Rio de Janeiro                                                                                    |  |
| 16:00                  | Victor Hugo 90+4' | CBF (Súmula) CBF (Borderô) ge FlaEstatística | Felipe Azevedo 84' | Estádio: Maracanã Público: 65 402 Renda: R$ 3 964 942,50 Árbitro: PE Rodrigo José Pereira de Lima |  |

| 26 de julho C.B.–sf/ida | Grêmio | 0 – 2                                        | Flamengo                   | Porto Alegre                                                                                     |  |
| 21:30                   |        | Súmula (CBF) Borderô (CBF) ge FlaEstatística | Gabi 33' · Thiago Maia 68' | Estádio: Arena do Grêmio Público: 50 128 Renda: R$ 4 951 301,00 Árbitro: SP Raphael Claus (FIFA) |  |

| 29 de julho Bras.–17.ª | Atlético Mineiro | 1 – 2                                        | Flamengo                       | Belo Horizonte                                                                                             |  |
| 21:00                  | Paulinho 32'     | CBF (Súmula) CBF (Borderô) ge FlaEstatística | De Arrascaeta 79' · Wesley 87' | Estádio: Independência Público: 22 441 Renda: R$ 1 004 752,95 Árbitro: SP Flávio Rodrigues de Souza (FIFA) |  |

#### Feminino
Em função da disputa da Copa do Mundo de Futebol Feminino, não aconteceram partidas oficiais.

### Agosto

#### Masculino
| 3 de agosto Lib.–8.ª/ida | Flamengo           | 1 – 0                                  | Olimpia | Rio de Janeiro                                                      |  |
| 21:00 (UTC−3)            | Bruno Henrique 49' | Relatório (CONMEBOL) ge FlaEstatística |         | Estádio: Maracanã Público: 67 066 Árbitro: ARG Darío Herrera (FIFA) |  |

| 6 de agosto Bras.–18.ª | Cuiabá                                              | 3 – 0                                        | Flamengo | Cuiabá                                                                                             |  |
| 20:00                  | Matheus Alexandre 46' · Clayson 54' · Deyverson 80' | CBF (Súmula) CBF (Borderô) ge FlaEstatística |          | Estádio: Arena Pantanal Público: 33 091 Renda: R$ 3 889 720,00 Árbitro: RS Anderson Daronco (FIFA) |  |

| 10 de agosto Lib.–8.ª/volta | Olimpia                                                  | 3 – 1                                  | Flamengo          | Assunção                                                        |  |
| 21:00 (UTC−4)               | Iván Torres 12' · Richard Ortiz 69' · Facundo Bruera 80' | Relatório (CONMEBOL) ge FlaEstatística | Bruno Henrique 8' | Estádio: Defensores del Chaco Árbitro: COL Wilmar Roldán (FIFA) |  |

| 13 de agosto Bras.–19.ª | Flamengo           | 1 – 1                                        | São Paulo | Rio de Janeiro                                                                            |  |
| 18:30                   | Pedro 90+6' (pen.) | CBF (Súmula) CBF (Borderô) ge FlaEstatística | Lucas 37' | Estádio: Maracanã Público: 62 018 Renda: R$ 5 001 035,00 Árbitro: RS Rafael Rodrigo Klein |  |

| 16 de agosto C.B.–sf/volta | Flamengo                 | 1 – 0                                        | Grêmio | Rio de Janeiro                                                                                       |  |
| 21:30                      | De Arrascaeta 72' (pen.) | Súmula (CBF) Borderô (CBF) ge FlaEstatística |        | Estádio: Maracanã Público: 65 310 Renda: R$ 8 774 612,50 Árbitro: SC Bráulio da Silva Machado (FIFA) |  |

| 20 de agosto Bras.–20.ª | Coritiba                    | 2 – 3                                        | Flamengo                                           | Curitiba                                                                                       |  |
| 16:00                   | Robson 14' (pen.) · Edu 46' | Súmula (CBF) Borderô (CBF) ge FlaEstatística | Gabi 19' (pen.) · De Arrascaeta 30' · Gerson 90+4' | Estádio: Couto Pereira Público: 42 848 Renda: R$ 1 548 515,00 Árbitro: SP Raphael Claus (FIFA) |  |

| 26 de agosto Bras.–21.ª | Flamengo | 0 – 0                                        | Internacional | Rio de Janeiro                                                                                  |  |
| 18:30                   |          | Súmula (CBF) Borderô (CBF) ge FlaEstatística |               | Estádio: Maracanã Público: 58 892 Renda: R$ 4 812 730,00 Árbitro: SP Edina Alves Batista (FIFA) |  |

#### Feminino
Em função da disputa da Copa do Mundo de Futebol Feminino, não aconteceram partidas oficiais.

### Setembro

#### Masculino
| 2 de setembro Bras.–22.ª | Botafogo        | 1 – 2                                        | Flamengo                                      | Rio de Janeiro                                                                                 |  |
| 21:00                    | João Victor 18' | Súmula (CBF) Borderô (CBF) ge FlaEstatística | Marlon Freitas 1' (g.c.) · Bruno Henrique 72' | Estádio: Nilton Santos Público: 40 769 Renda: R$ 1 512 570,00 Árbitro: SP Raphael Claus (FIFA) |  |

| 13 de setembro Bras.–23.ª | Flamengo | 0 – 3                                        | Athletico Paranaense                                   | Cariacica                                                                                       |  |
| 21:30                     |          | Súmula (CBF) Borderô (CBF) ge FlaEstatística | Cacá 27' · Alex Santana 83' · Vitor Bueno 90+6' (pen.) | Estádio: Kleber Andrade Público: 20 670 Renda: R$ 2 949 000,00 Árbitro: RS Rafael Rodrigo Klein |  |

| 17 de setembro CB–f/ida | Flamengo | 0 – 1                                        | São Paulo     | Rio de Janeiro                                                                                |  |
| 16:00                   |          | Súmula (CBF) Borderô (CBF) ge FlaEstatística | Calleri 45+1' | Estádio: Maracanã Público: 67 350 Renda: R$ 26 343 300,00 Árbitro: RS Anderson Daronco (FIFA) |  |

| 20 de setembro Bras.–24.ª | Goiás | 0 – 0                                        | Flamengo | Goiânia                                                                                 |  |
| 19:00                     |       | Súmula (CBF) Borderô (CBF) ge FlaEstatística |          | Estádio: Serrinha Público: 13 799 Renda: R$ 557 310,00 Árbitro: SP Raphael Claus (FIFA) |  |

| 24 de setembro CB–f/volta | São Paulo    | 1 – 1                                        | Flamengo           | São Paulo                                                                                            |  |
| 16:00                     | Nestor 45+5' | Súmula (CBF) Borderô (CBF) ge FlaEstatística | Bruno Henrique 44' | Estádio: Morumbi Público: 63 077 Renda: R$ 24 520 800,00 Árbitro: SC Bráulio da Silva Machado (FIFA) |  |

| 30 de setembro Bras.–25.ª | Flamengo         | 1 – 0                                        | Bahia | Rio de Janeiro                                                                                    |  |
| 16:00                     | Pedro 60' (pen.) | Súmula (CBF) Borderô (CBF) ge FlaEstatística |       | Estádio: Maracanã Público: 46 472 Renda: R$ 2 268 412,50 Árbitro: DF Sávio Pereira Sampaio (FIFA) |  |

#### Feminino
| 24 de setembro T. GB–1.ª | Flamengo                                      | 4 – 1                   | Pérolas Negras | Rio de Janeiro                                   |  |
| 10:00                    | Gisseli 19', 37' · Jucinara 29' · Darlene 34' | Súmula (FERJ) Soccerway | Sarah 22'      | Estádio: Gávea Árbitro: RJ João Vitor Costa Reis |  |

### Outubro

#### Masculino
| 7 de outubro Bras.–26.ª | Corinthians             | 1 – 1                                        | Flamengo   | São Paulo                                                                                             |  |
| 21:00                   | Fábio Santos 79' (pen.) | Súmula (CBF) Borderô (CBF) ge FlaEstatística | Gerson 55' | Estádio: Neo Química Arena Público: 40 537 Renda: R$ 2 629 857,00 Árbitro: RS Anderson Daronco (FIFA) |  |

| 19 de outubro Bras.–27.ª | Cruzeiro | 0 – 2                                        | Flamengo                            | Belo Horizonte                                                                            |  |
| 19:00                    |          | Súmula (CBF) Borderô (CBF) ge FlaEstatística | Ayrton Lucas 38' · Pedro 43' (pen.) | Estádio: Mineirão Público: 37 073 Renda: R$ 1 590 985,00 Árbitro: RS Rafael Rodrigo Klein |  |

| 22 de outubro Bras.–28.ª | Flamengo   | 1 – 0                          | Vasco da Gama | Rio de Janeiro                                                                            |  |
| 16:00                    | Gerson 75' | Súmula (CBF) ge FlaEstatística |               | Estádio: Maracanã Público: 69 473 Renda: R$ 3 407 812,50 Árbitro: SP Raphael Claus (FIFA) |  |

| 25 de outubro Bras.–29.ª | Grêmio                                          | 3 – 2                                        | Flamengo                      | Porto Alegre                                                                                             |  |
| 21:30                    | Ferreira 75' · Nathan Fernandes 80' · André 85' | Súmula (CBF) Borderô (CBF) ge FlaEstatística | Everton 41' · Luiz Araújo 88' | Estádio: Arena do Grêmio Público: 20 206 Renda: R$ 1 203 794,00 Árbitro: PE Rodrigo José Pereira de Lima |  |

#### Feminino
| 2 de outubro T. GB–2.ª | Serra Macaense | 1 – 8                   | Flamengo                                                                                        | Macaé                                                    |  |
| 15:00                  | Maikely 21'    | Súmula (FERJ) Soccerway | Isadora 11' · Gisseli 13' · Jucinara 30', 45+3' · Duda Francelino 49', 65' · Pimenta 75', 90+6' | Estádio: Moacyrzão Árbitra: RJ Paula Julianny de Andrade |  |

| 8 de outubro T. GB–3.ª | Fluminense    | 1 – 2                   | Flamengo                   | Rio de Janeiro                                          |  |
| 10:00                  | Claudinha 48' | Súmula (FERJ) Soccerway | Crivelari 4' · Darlene 42' | Estádio: Laranjeiras Árbitro: RJ Jonas Francisco Santos |  |

| 14 de outubro T. GB–4.ª | Flamengo | 0 – 0                   | Botafogo | Rio de Janeiro                                   |  |
| 10:00                   |          | Súmula (FERJ) Soccerway |          | Estádio: Gávea Árbitro: RJ Bruna Rezende de Lima |  |

| 21 de outubro T. GB–5.ª | Vasco da Gama | 1 – 2                   | Flamengo                        | Nova Iguaçu                                                                                            |  |
| 15:00                   | Sheila 69'    | Súmula (FERJ) Soccerway | Isadora 12' · Ladaga 89' (g.c.) | Estádio: Nivaldo Pereira Público: 1 063 Renda: R$ 12 429,00 Árbitro: RJ Wallace Rogério Rufino de Lima |  |

| 29 de outubro T. GB–6.ª | Flamengo | 15 – 0                  | Tigres do Brasil | Rio de Janeiro                                         |  |
| 11:00                   | Isadora 2', 61' · Gisseli 10', 12', 65', 88' · Gessica 16' (g.c.) · Gica 22', 37' · Thaísa 29' · Monalisa 32' · Thais Regina 35' · Pimenta 53', 90' · Kaylane Melo 87' | Súmula (FERJ) Soccerway |                  | Estádio: Gávea Árbitra: RJ Jenifer Alves Freitas (CBF) |  |

### Novembro

#### Masculino
| 1 de novembro Bras–31.ª | Flamengo  | 1 – 2                                        | Santos                   | Brasília                                                                                        |  |
| 20:00                   | Pedro 20' | Súmula (CBF) Borderô (CBF) ge FlaEstatística | Nonato 32' · Joaquim 89' | Estádio: Mané Garrincha Público: 64 708 Renda: R$ 7 141 239,00 Árbitro: RS Rafael Rodrigo Klein |  |

| 5 de novembro Bras–32.ª | Fortaleza | 0 – 2                                        | Flamengo                    | Fortaleza                                                                                          |  |
| 16:00                   |           | Súmula (CBF) Borderô (CBF) ge FlaEstatística | Pedro 44' · Luiz Araújo 86' | Estádio: Arena Castelão Público: 49 324 Renda: R$ 2 553 498,00 Árbitro: RS Anderson Daronco (FIFA) |  |

| 8 de novembro Bras–33.ª | Flamengo                           | 3 – 0                                        | Palmeiras | Rio de Janeiro                                                                                    |  |
| 21:30                   | Pedro 17', 64' · De Arrascaeta 28' | Súmula (CBF) Borderô (CBF) ge FlaEstatística |           | Estádio: Maracanã Público: 64 590 Renda: R$ 3 248 715,00 Árbitro: PE Rodrigo José Pereira de Lima |  |

| 11 de novembro Bras–34.ª | Flamengo            | 1 – 1                                        | Fluminense        | Rio de Janeiro                                                                                     |  |
| 18:30                    | De Arrascaeta 45+1' | Súmula (CBF) Borderô (CBF) ge FlaEstatística | Yony González 62' | Estádio: Maracanã Público: 64 399 Renda: R$ 3 041 395,00 Árbitro: GO Wilton Pereira Sampaio (FIFA) |  |

| 23 de novembro Bras–30.ª | Flamengo          | 1 – 0                                        | Bragantino | Rio de Janeiro                                                                                       |  |
| 21:30                    | De Arrascaeta 74' | Súmula (CBF) Borderô (CBF) ge FlaEstatística |            | Estádio: Maracanã Público: 57 699 Renda: R$ 3 559 092,50 Árbitro: SC Bráulio da Silva Machado (FIFA) |  |

| 26 de novembro Bras–35.ª | América Mineiro | 0 – 3                                        | Flamengo                                      | Uberlândia                                                                                               |  |
| 18:30                    |                 | Súmula (CBF) Borderô (CBF) ge FlaEstatística | Everton 29' · Pedro 49' · Éverton Ribeiro 84' | Estádio: Parque do Sabiá Público: 39 900 Renda: R$ 4 828 278,00 Árbitro: PE Rodrigo José Pereira de Lima |  |

| 29 de novembro Bras–36.ª | Flamengo | 0 – 3                                        | Atlético Mineiro                         | Rio de Janeiro                                                                                |  |
| 19:30                    |          | Súmula (CBF) Borderô (CBF) ge FlaEstatística | Paulinho 7' · Edenílson 47' · Rubens 81' | Estádio: Maracanã Público: 65 305 Renda: R$ 4 039 092,50 Árbitro: SC Ramon Abatti Abel (FIFA) |  |

#### Feminino
| 3 de novembro T. GB–7.ª | Flamengo | 11 – 0                  | Duque de Caxias | Rio de Janeiro                                       |  |
| 15:00                   | Darlene 3', 74' · Crivelari 6', 7', 35' · Miriam 9' · Gisseli 11' · Duda Francelino 15', 48' · Jucinara 33' · Ingrid 65' | Súmula (FERJ) Soccerway |                 | Estádio: Gávea Árbitra: RJ Paula Julianny de Andrade |  |

| 8 de novembro C–sf/ida | Fluminense | 0 – 2                   | Flamengo                 | Rio de Janeiro                                                           |  |
| 15:00                  |            | Súmula (FERJ) Soccerway | Jucinara 84' · Laysa 89' | Estádio: CT Vale das Laranjeiras Árbitro: RJ Jenifer Alves Freitas (CBF) |  |

| 12 de novembro C–sf/volta | Flamengo | 0 – 1                   | Fluminense   | Rio de Janeiro                                           |  |
| 10:00                     |          | Súmula (FERJ) Soccerway | Lurdinha 49' | Estádio: Gávea Árbitro: RJ Felipe Goulart Dias Barcellos |  |

| 19 de novembro C–final | Flamengo                 | 2 – 1                   | Botafogo               | Rio de Janeiro                                 |  |
| 10:00                  | Darlene 42' · Miriam 44' | Súmula (FERJ) Soccerway | Kélen Bender 2' (pen.) | Estádio: Gávea Árbitro: RJ Rejane Silva (FIFA) |  |

### Dezembro

#### Masculino
| 3 de dezembro Bras.–37.ª | Flamengo                     | 2 – 1                                        | Cuiabá             | Rio de Janeiro                                                                                    |  |
| 16:00                    | Luiz Araújo 5' · Pedro 45+3' | Súmula (CBF) Borderô (CBF) ge FlaEstatística | Clayson 78' (pen.) | Estádio: Maracanã Público: 63 148 Renda: R$ 4 167 245,00 Árbitro: PE Rodrigo José Pereira de Lima |  |

| 6 de dezembro Bras.–38.ª | São Paulo   | 1 – 0                                        | Flamengo | São Paulo                                                                                   |  |
| 21:30                    | Luciano 25' | Súmula (CBF) Borderô (CBF) ge FlaEstatística |          | Estádio: Morumbi Público: 36 618 Renda: R$ 2 414 279,00 Árbitro: RN Caio Max Augusto Vieira |  |

#### Feminino
| 4 de dezembro BLC–B/1.ª | Ferroviária      | 1 – 3        | Flamengo                                  | Santo André                |  |
| 17:00                   | Suzane Pires 26' | ge Soccerway | Crivelari 17' · Isadora 59' · Darlene 79' | Estádio: Bruno José Daniel |  |

| 6 de dezembro BLC–B/2.ª | Flamengo  | 1 – 1        | Santos    | Santo André                |  |
| 15:30                   | Laysa 76' | ge Soccerway | Ketlen 8' | Estádio: Bruno José Daniel |  |

| 8 de dezembro BLC–B/3.ª | Flamengo                                  | 3 – 2        | Paraguai                          | Santo André                |  |
| 21:30                   | Crivelari 9' · Gisseli 56' · Monalisa 83' | ge Soccerway | Camila Barbosa 28' · Liz Peña 46' | Estádio: Bruno José Daniel |  |